# Влатко Главаш
Влатко Главаш (босн. Vlatko Glavaš, нар. 2 вересня 1962, Бугойно) — боснійський політик, член національної Палати представників від Демократичного фронту з 2018 року. В минулому — футболіст, що грав на позиції захисника та тренер.
Виступав, зокрема, за клуби «Іскра» (Бугойно) та «Фортуна» (Дюссельдорф), а також національну збірну Боснії і Герцеговини.

## Клубна кар'єра
У дорослому футболі дебютував 1981 року виступами за команду «Іскра» (Бугойно), в якій провів десять сезонів, взявши участь у 291 матчі чемпіонату. Більшість часу, проведеного у складі «Іскри», був основним гравцем захисту команди.
1991 року перейшов до німецького «Рот-Вайса» (Ессен), провівши сезон 1991/92 у Оберлізі, після чого підписав контракт з командою Другої Бундесліги «Вупперталь», за яку півзахисник провів 23 матчі чемпіонату у наступному сезоні. 
Своєю грою за останню команду привернув увагу представників тренерського штабу клубу «Фортуна» (Дюссельдорф), до складу якого приєднався 1993 року, з якою йому вдалося за два роки перейти з третього дивізіону до вищого. У 1997 році, після двох років у Бундеслізі (36 ігор, 3 голи), він знову покинув клуб і поїхав до Хорватії на рік і протягом сезону 1997/98 років захищав кольори клубу «Осієк».
Завершив ігрову кар'єру у команді «Вупперталь», у складі якої вже виступав раніше. По завершенні ігрової кар'єри працював там помічником головного тренера.

## Виступи за збірну
1 вересня 1996 року дебютував в офіційних матчах у складі національної збірної Боснії і Герцеговини у відбірковій грі на чемпіонат світу 1998 року проти Греції (0:3). Загалом протягом кар'єри в національній команді, яка тривала 2 роки, провів у її формі 6 матчів.

## Кар'єра тренера
Спочатку Главаш залишився у «Вупперталі» як помічник тренера. У сезоні 2000/01 він тренував «Зодінген», потім «Баумберг». У сезоні 2005/06 він тренував «ТуРУ Дюссельдорф», але був звільнений взимку. Одночасно Главаш був помічником тренера збірної Боснії та Герцеговини з 2002 по 2007 рік.
У серпні 2009 року він став тренером «Олімпіка» (Сараєво), де працював по грудень 2009 року. З ним клуб  швидко вийшов із зони вильоту і команда опинилася у верхній частині. Однак Влатко покинув клуб з особистих причин. 
У січні 2010 року Влатко Главаш очолив інший боснійський клуб «Слобода» (Тузла). Там він пропрацював майже одинадцять місяців, а потім зробив перерву на півтора року. У 2012 році Главаш недовго очолював «Челік» (Зениця) та «Виноградар», після чого завершив тренерську кар'єру.

## Політична кар'єра
У листопаді 2012 року Главаш став радником муніципалітету Бугойно, і 12 липня 2013 року обраний на посаду голови Бугойнської міської ради, але 20 січня 2015 року його місце зайняла Грета Куна.
На загальних виборах у Боснії 2018 року Главаш був обраний до національної Палати представників від Демократичного фронту. Він був переобраний до Палати представників на виборах 2022 року.
| Дата       | Місто      | Господарі            | Результат | Гості                | Турнір            | Голи | Примітки |
| ---------- | ---------- | -------------------- | --------- | -------------------- | ----------------- | ---- | -------- |
| 1-9-1996   | Каламата   | Греція               | 3 – 0     | Боснія і Герцеговина | Відбір до ЧС 1998 | -    | 52'      |
| 6-11-1996  | Сараєво    | Боснія і Герцеговина | 2 – 1     | Італія               | товариський матч  | -    |          |
| 10-11-1996 | Любляна    | Словенія             | 1 – 2     | Боснія і Герцеговина | Відбір до ЧС 1998 | -    |          |
| 18-12-1996 | Манаус     | Бразилія             | 1 – 0     | Боснія і Герцеговина | товариський матч  | -    | кап. 78' |
| 2-4-1997   | Сараєво    | Боснія і Герцеговина | 0 – 1     | Греція               | Відбір до ЧС 1998 | -    | 78'      |
| 8-6-1997   | Копенгаген | Данія                | 2 – 0     | Боснія і Герцеговина | Відбір до ЧС 1998 | -    | 25'      |
| Усього     |            | Матчів               | 6         |                      | Голів             | 0    |          |